# René Guillot
René Guillot (Courcoury, 24 gennaio 1900 – Parigi, 26 marzo 1969) è stato uno scrittore e illustratore francese.
Autore di letteratura per ragazzi, ha vinto il Premio Hans Christian Andersen nel 1964. Nel corso della sua carriera ha lavorato e vissuto soprattutto in Africa Occidentale Francese. Tra i suoi libri ricordiamo Kpo il leopardo, Il re dei gatti, Sirga: Queen of the African Bush e Oworo.